# 에보라현
에보라현(포르투갈어: Distrito de Évora 디스트리투 드 에보라[*], IPA: [ˈɛvuɾɐ])은 포르투갈 남부 알렌테주 지방에 위치한 포르투갈의 현이다. 현도는 에보라 시다.

## 자치단체
에보라 현은 14개 자치단체로 이뤄져 있다.
- 알란드로알 (Alandroal)
- 아하이올루스 (Arraiolos)
- 보르바 (Borba)
- 이스트레모스 (Estremoz)
- 에보라 (Évora)
- 몬테모르우노부 (Montemor-o-Novo)
- 모라 (Mora)
- 모랑 (Mourão)
- 포르텔 (Portel)
- 헤돈두 (Redondo)
- 헤겡구스드몬사라스 (Reguengos de Monsaraz)
- 벤다스노바스 (Vendas Novas)
- 비아나두알렌테주 (Viana do Alentejo)
- 빌라비소자 (Vila Viçosa)